# Erich Schulz (Holzbildhauer)
Erich Schulz (* 1909 in Oberhohndorf; † 1999 in Zwickau) war ein deutscher Holzbildhauer.

## Leben und Werk
Schulz war der Sohn eines Bergarbeiters im Zwickauer Steinkohle-Revier. Er absolvierte von 1923 bis 1927 eine Lehre als Holzbildhauer. Danach war er vier Jahre arbeitslos, ehe er sich als Hilfsarbeiter verdingen konnte. In seiner freien Zeit betätigte er sich als Holzkünstler. Er nahm als Soldat der Wehrmacht am Zweiten Weltkrieg teil. Nach der Entlassung aus der Kriegsgefangenschaft arbeitete er in Zwickau freiberuflich als Holzbildhauer. Mit Wolfgang Berndt, Heinz Fleischer, Karl Michel, Karl-Heinz Schuster, Albert Schwarz und Alfred Tröger (1898–1974) war er Mitglied der losen Zwickauer „Gruppe 1950“. Diese schrieb im Katalog ihrer Ausstellung 1950: „Deren Streben und Ziel ist es: an ihrem Platz ehrlich ihrer Berufung zu folgen und fortschrittlich zu wirken für die Beziehung zwischen Künstler und Gesellschaft.“
Von 1950 bis 1961 war Schulz am Städtischen Museum Zwickau beschäftigt. 1962 schuf er im Zusammenwirken mit der Kostümschneiderin Irmgard Hornung für die Inszenierung von Zwerg Nase an der Zwickauer Puppenbühne Marionettenpuppen, „die durch ihre ungewöhnliche Plastizität und ihre kräftige Farbgestaltung auffallen.“
Schulz war Mitglied des Verbands Bildender Künstler der DDR. 1950 und 1953 erhielt er den Max-Pechstein-Preis.
Arbeiten von Schulz befinden sich u. a. in der Puppentheatersammlung Dresden und in den Kunstsammlungen Zwickau.

## Weitere Werke (Auswahl)
- Der Sieger (1944; Porträtplastik, Gips, ockerfarben lackiert)[4]

- Porträt eines alten Bergmanns (um 1950, Holz, geschnitzt)[5]
- Bauern (Schachfiguren, Holz, geschnitzt)[6]
- Militarismus (karikatureske Statuette, Holz, geschnitzt)[7]

## Ausstellungen
- 1954: Zwickau, Städtisches Museum („Künstler aus Zwickau“)[8]
- 1950: Zwickau, Städtisches Museum („Gruppe 1950“)[9]
- 1984/1985 Karl-Marx-Stadt, Städtisches Museum am Theaterplatz („Retrospektive 1945 – 1984. Bildende Kunst im Bezirk Karl-Marx-Stadt“)